# Federația Italiană de Fotbal
Federația Italiană de Fotbal (italiană Federazione Italiana Giuoco Calcio; FIGC) este corpul guvernator al fotbalului din Italia. A fost fondată în 1898.